# Vidigulfo
Vidigulfo là một đô thị ở tỉnh Pavia trong vùng Lombardia, có cự ly khoảng 20 km về phía đông nam của Milan và khoảng 15 km về phía đông bắc của Pavia. Tại thời điểm ngày 31 tháng 12 năm 2004, đô thị này có dân số 4.747 người và diện tích là 15,8 km².
Vidigulfo giáp các đô thị: Bornasco, Ceranova, Lacchiarella, Landriano, Marzano, Siziano, Torrevecchia Pia.